# Hochwilde
La Hochwilde (en italien : Cima Altissima) est une montagne qui s’élève à 3 480 m d’altitude dans les Alpes de l'Ötztal, à la frontière entre l'Autriche et l'Italie.